# Dominique Memmi
 (juillet 2018).
 (juillet 2018).
- Si vous ne connaissez pas le sujet, laissez ce bandeau (vous pouvez alors contacter les auteurs).
- Si vous supprimez le contenu mis en cause (vous pouvez préalablement contacter les auteurs),

argumentez précisément cette suppression dans la page de discussion
(un manque de référence n'est pas un argument ; une recherche réelle de référence doit avoir été effectuée, être formellement documentée).
Pour les articles homonymes, voir Memmi.
Dominique Memmi, née en 1953, est directrice de recherche en sciences sociales au CNRS à Paris.
Dotée d'une formation en Lettres, en histoire et en science politique, elle s'oriente vers la sociologie et l’anthropologie. Elle est auteure d’une dizaine d'ouvrages, de nombreux articles et comptes rendus. Elle mène une réflexion sur la dimension corporelle de la vie sociale et cherche a démontrer le caractère heuristique de ce parti pris. Après lui avoir permis, au tout début de sa carrière, de revisiter les objets canoniques de la science politique, cette réflexion la mène, plus généralement, à étudier le sujet de la succession depuis le milieu du XXe siècle des façons de gouverner les individus et des modes d’exercice de la domination sociale. Elle mène une réflexion ininterrompue sur l’évolution du statut du corps – au cœur des sciences sociales notamment, mais pas seulement. Elle fait par ailleurs l’hypothèse pour le troisième tiers du XXe siècle, de l’émergence d’une poussée – comme l’histoire en connaît périodiquement – d’un physicalisme spontané et d’une tentation au naturalisme, incitant à penser toujours davantage le monde social à l’aide du corps et du biologique. Selon elle il pourrait y avoir là une interprétation sociétale latente, une véritable « lecture partagée», selon l’expression de Paul Veyne, de la société sur elle-même.

## Biographie
Membre du CSU-CRESPPA, après en avoir co-dirigé un des sous-thèmes, elle dirige depuis 2010 un des quatre axes – Axe 2 : Corps, Santé et société » de la MSH Paris-Nord, à la suite de Didier Fassin. Elle codirige le Réseau thématique 17 de l’Association française de sociologie : « Gestion politique des corps et des populations » (depuis 2003). Elle co-dirige le séminaire « Corps et sciences sociales » à l’EHESS MSH de Paris.
Elle a été membre du comité d’experts de l’ANR pour la santé et du comité d’expert de l’INCA (cancer) (2003-2004) ; du comité organisateur du PRI (programme de recherche interdisciplinaire) de l’EHESS : « Médecine, santé, et sciences sociales » (2003-2005) – avec Didier Fassin, Patrice Bourdelais, Richard Rechtman, Georges Vigarello – de l’équipe enseignante du master PDI, et du comité exécutif de l’Association française de sociologie (2002 à 2006).
Après avoir été formée par les classes préparatoires aux grandes écoles au lycée Henri IV à Paris, elle obtient une licence et un CAPES de lettres, un DEA d’histoire, un DEA et une thèse de science politique. Enseignante détachée au Centre culturel de Naples, puis à l’université de Gênes et de Milan, elle a été boursière de l’Institut d’Histoire Benedetto Croce de Naples.

## Travaux

### Revisiter les objets canoniques de la science politique
La première partie de la carrière intellectuelle de Dominique Memmi a été consacrée, après un diplôme et une thèse d’État à l’Institut d’études politiques de Paris, à proposer une lecture quelque peu décalée des objets canoniques de la science politique. La « participation politique », d’abord : en récusant d’abord l’usage a-critique de ce terme même, Dominique Memmi a ainsi mis en jour les modes « obliques » et généralement non pensés par la science politique de l’engagement politique (« L'engagement politique », 1985). La « manifestation politique » ensuite : elle s’est efforcée de tirer toutes les conséquences de ce vivant paradoxe, dans nos sociétés de l’écrit, que constitue le fait qu’on continue à y manifester avec son corps (« Le corps protestataire », 1998). La «communication politique », enfin : à la « lexicologie politique » alors en vigueur, elle a préféré substituer une approche sémiotique, mieux à même de restituer la richesse des habitus politiques et ce qu’ils doivent à la place occupée par chacun dans le champ politique (Du récit en politique, 1986). Elle a aussi montré que les communicateurs, comme le fou du roi, prenaient littéralement sur eux, sur leur propre corps, leur gestuelle, leur présentation de soi, la permanente menace de dérision de la fonction politique, afin de la conjurer (« Rendre puissant », 1991).

### «Corps» et sciences sociales
Mais à partir de son second ouvrage (Les Gardiens du corps, 1996), et sa déconstruction de l’objet « santé », le travail de Dominique Memmi a dorénavant consisté à faire le pari que – 40 ans après Foucault, Bourdieu, Elias ou Goffman – les usages qui sont faits du corps continuent d’être un instrument très heuristique de lecture du monde social : de ses structures, de ses divisions, de ses inégalités. Ressource inégalement travaillée et mobilisée (force, beauté), surface expressive où les significations sociales viennent s’inscrire, volontairement ou involontairement : les usages sociaux du corps continueraient à constituer une voie d’accès commode à de nombreux dits et non-dits du monde social.
Cela tenait notamment, remarque assez vite Dominique Memmi, à une évolution dans laquelle son propre travail était pris : la transformation du statut social et scientifique de la corporéité, du vivant humain – et donc aussi de la biologie humaine comme science. Cette intuition l’a incitée à mener constamment de front une histoire des idées et une histoire des pratiques, ou plutôt à accéder à l’histoire des idées par l’histoire des pratiques.
Cette réflexion continue à faire l’objet d’un séminaire qui se tient depuis 2005 à l’EHESS : « Corps’ et sciences sociales » et dont les dix premières années ont donné lieu à publication. Cette réflexion s'est cristallisée aussi en l’activité d’un réseau présent depuis la création de l’Association française de sociologie. Elle s’est enfin traduite par divers articles (« La dimension corporelle de la vie sociale et politique », 1998) suivie par la direction d’un ouvrage en 2009 (La tentation du corps. Corporéité et sciences sociales),.
Plus récemment, participant à sa manière à l’intérêt croissant en sciences sociales pour les émotions (l’« emotional turn »), Dominique Memmi s’est focalisée sur la plus somatique d’entre elles : le dégoût. Cette réaction quasi irrépressible et apparemment purement physique, s’est avérée éminemment sociale et « mixophobe » : elle serait induite par un violent – mais aussi croissant – refus de toute diminution physique et sociale de soi… identifiée chez l’autre (« Anatomie du dégoût », 2011 ; Le dégoût, envers du social, 2014).

### Biopolitique contemporaine et «gouvernement par la parole»: l’administration de la naissance et de la mort
Commençant, comme beaucoup de politistes, à s’intéresser aux questions de la santé au moment elles prenaient une forte actualité dans l’espace public, Dominique Memmi a rapidement perçu que les mots en vigueur (politiques de « santé », professionnels de « santé »), avec les cadres d’analyse qu’ils convoyaient, devaient être mis à distance afin de restituer ce qui était en train de se produire et dont la « médicalisation » de la société n’était qu’un indice. Complétant les suggestions d’un Michel Foucault par celles d’un Norbert Elias, elle a donc avancé qu’au cours des années 60, s’était en fait franchie une étape nouvelle du processus de civilisation et d’individuation (Elias) : une individuation portant sur la « vie même » (Foucault). Quelque chose aurait commencé à faire l’objet d’une intolérance croissante : le donné biologique de chaque individu. Ce qui révolterait de plus en plus, montre Dominique Memmi, c’est l’idée du biologique comme « destin, ». Refus croissant d’être affecté par la mort et les aléas de la fin de vie (mouvement en faveur de l’euthanasie et des soins palliatifs), et refus des femmes au même moment de voir leur condition de vie contrainte par leur fertilité (féminisme « contraceptif ») : un phénomène de réappropriation massive de soi par les individus (l’individuation) a pris curieusement le corps (et non pas le destin social, ou la créativité culturelle par exemple), comme lieu privilégié de son actualisation.
Dominique Memmi a élu un terrain spécifique pour vérifier ce rapport transformé à la corporéité. Mais le souci d’éviter une trop exclusive spécialisation l’a incitée à travailler (ce qui ne se faisait alors pratiquement pas, sauf chez Foucault) à la fois sur les deux moments d’entrée et de sortie de la communauté humaine : la naissance et la mort. Cela lui a permis d’accéder plus aisément aux structures portantes de la biopolitique et ses développements depuis les années 50. Deuxième parti pris : dépasser la simple histoire des idées, au profit de leur cristallisation dans des pratiques concrètes, professionnelles et profanes (protocoles, usages institutionnels, manières de faire et de « faire faire »).
Pour le seul XXe siècle, Dominique Memmi a ainsi fait apparaître trois moments biopolitiques bien distincts. D’abord la persistance, lors d’un long après guerre, d’un interdit religieux – conforté par l’État – d’attenter à la vie, de disposer de son corps, en début et en fin de vie. Ensuite, à la suite de mai et juin 68, la mise en place institutionnelle d’un droit de le faire mais moyennant un « gouvernement par la parole, » – notion souvent reprise – qui s’est mis en place dans la plupart des institutions,. Enfin, depuis les années 90, une ardente obligation, souvent fermement institutionnalisée, à « s’embarrasser » à nouveau – et souvent sans parole – des corps via l’allaitement, le cordon ombilical, le peau à peau… mais aussi les cadavres d’enfants et d’adultes. Bref après les moments des « Pro-Life » et du « Pro-Choice », une sorte de « Pro-Body ». À la suite de nombreux articles (« Faire consentir : la parole comme mode de gouvernement », 2003 ; « Gouverner par la parole », 2003 ; « Governing through speech », 2003), chacune des deux périodes post 68 a fait l’objet de deux ouvrages : Faire vivre et laisser mourir en 2003, et Le Gouvernement des corps en 2004 (pour la première), La seconde vie des bébés morts en 2011,, et La revanche de la chair en 2014,, (pour la seconde).

### La «domination rapprochée»
Qu’apporte à l’analyse de la domination – s’est ensuite demandée Dominique Memmi – le fait d’en analyser les situations où elle s’exerce en face à face, en co-présence physique, sans médiation et presque sans coulisses, comme dans la plupart des relations domestiques (parents-enfants, hommes-femmes, maîtres-domestiques), mais aussi dans un certain nombre d’autres situations, plus ponctuelles (relation médecin-patient, relation au guichet) ? Introduire ce qu’elle a proposé d’appeler la « domination rapprochée » permettait là encore de retravailler de manière décalée le thème classique de la domination. Cela permettait d’attirer l’attention sur un rapport au cœur duquel se fabrique la subjectivité humaine depuis la naissance, mais aussi de mettre le doigt sur les formes actuelles de son intensification : progression exponentielle de la domesticité depuis quinze ans et extension des relations de service et de guichet depuis un siècle. Cela permettait surtout de mettre à jour un changement majeur dans l’histoire de la domination. Loi sur le viol, circulaire sur la fessée, disparition du personnel domestique « couchant » : Dominique Memmi a montré que tout exercice de la domination accompagné d’une emprise physique – voire un simple « rapprochement » – tend depuis un demi-siècle dans nos sociétés à se constituer en intolérable.
Après un long article de synthèse (« Mai 68 ou la crise de la domination rapprochée », 2008), cette réflexion a fait l’objet d’un ouvrage en cours (Servir – chez – les autres. Les mutations de la domination rapprochée), mais aussi de maints articles sur la façon dont la « domination rapprochée » et son évolution se réfractent dans la production cinématographique.

### Vers une «naturalisation» des questions sociales?
Dominique Memmi avait pris le parti de mettre à jour l’intensification d’une pensée par corps du monde social tant sur le plan des productions savantes (dans les sciences sociales, mais aussi par la formidable extension de la légitimité de la biologie comme science), des pratiques et théories professionnelles (promotion d’une conception volontariste et matérialiste du deuil) et des pratiques sociales (adhésion croissante à cette représentation d’un deuil « à faire » et à faire « par corps », dans le sens commun comme dans les produits culturels et journalistiques). Ceci a permis à Dominique Memmi à proposer de mettre en rapport l’ensemble de ces phénomènes avec d’autres : l’expansion des catégories de pensers biologiques dans le monde demi-savant et social, la montée d’une nouvelle raciologie, les reconversions récentes de l’eugénisme, les nouvelles militances en faveur de la «naturalité» des fonctions corporelles et des liens familiaux. Il s’agit alors de mettre en valeur d’étranges résonances entre ces évolutions parfaitement simultanées, tout en restant attentifs à leur spécificité. Au-delà, Dominique Memmi entend proposer un nom pour désigner ce qu'elles pourraient bien avoir de commun (« physicalisation », « biologisation », « naturalisation » ?) et de mettre en valeur leur profonde ambiguïté idéologique en même temps que leur complexité.
Égrenée dans de nombreux articles (« De la dénégation au déni ? La mise en silence du social dans les campagnes de prévention », 2013 ; « Une discrète naturalisation de la maternité, 2016), cette réflexion fait l’objet d’un long article de synthèse en cours, et d’une journée de workshop associant les observateurs de ces différentes évolutions, le 17 décembre 2018, à la MSH Paris-Nord.

### Une ambition théorique fortement nourrie d’empirie: une posture constante
Dominique Memmi entend conserver ici la posture résolument adoptée depuis le début de ses travaux: se garder (comme jadis à propos des objets de la « bioéthique ») des discussions à forte valence politique ou morale (aujourd’hui : constructivisme féminisme versus naturalisme biologisant) et/ou à très haut niveau d’abstraction (épistémologie du constructivisme). Se décaler plus généralement d’une histoire française des idées, envahissante et souvent trop désincarnée, lui semble exiger de tirer profit au contraire de la grande masse de données empiriques déjà à disposition, constituant un discours sur le monde social doté d’une véritable cohérence. Cela lui a permis de mettre à jour que les gens « ordinaires » bricolent avec opiniâtreté, inventivité et sophistication entre ce qu’elle a appelé un constructivisme et un naturalisme « en acte ». Pour dépasser ces constats, proches de ceux d’une Charis Thomson, elle s’efforce désormais de restituer les logiques de ces bricolages profanes. Cette attention aux discours que traduisent les pratiques ordinaires a comporté un bénéfice inattendu : une forte réception de son travail parmi les professionnels de la santé,, du travail social et du droit.

### La production cinématographique comme horizon du pensable
Enfin, séduite par la capacité de la production cinématographique à penser les problèmes sociaux, Dominique Memmi s’en est souvent servie pour observer l’évolution des représentations sur ses objets de recherches (par ex. la diffusion au cinéma de l’ardente obligation à « faire son deuil » depuis les années 90) mais aussi pour repérer les solutions mentales trouvées à un certain nombre de difficultés sociales : au premier rang desquelles les angoisses et souffrances engendrées par la domination sociale. Dominique Memmi a donc aussi animé de nombreuses projections commentées d’œuvres cinématographiques portant notamment sur la façon dont les issues à la domination sociale (entre hommes et femmes, maîtres et serviteurs,, parents et enfants, patrons et ouvriers) y sont pensées. Elle a animé sur ce thème un cycle de plusieurs années au cinéma Jean Vilar à Arcueil (autour de films comme La Cérémonie, Servante et maîtresse, En quête des sœurs Papin, La fiancée du pirate, Rêve d’usine) et des interventions plus ponctuelles sur d’autres sites. Elle avait enfin fondé FasCINE (Fédération nationale des Associations de Spectateurs de CINEmas indépendants), aujourd’hui en sommeil, pour protéger les salles indépendantes – et notamment le réseau Utopia – contre les entreprises prédatrices de certains multiplexes.

## Publications

### Ouvrages
- Du récit en politique. L’affiche électorale italienne, Paris, Presses de la FNSP, 1986, 177 p.
- « L'engagement politique », dans M. Grawitz, J. Leca (dir.), Traité de science politique, vol. 3, Paris, PUF, 1985, p. 310-367.
- « Rendre puissant » in CURAPP, La communication politique, Paris, PUF, 1991.
- « Le corps protestataire », Sociétés Contemporaines, no 31, juillet 1998.

### Corps et sciences sociales

#### Directions d’ouvrages et de revues
- Le dégoût, envers du social, Rennes, Presses Universitaires de Rennes, septembre 2016, (avec E. Taieb et G. Raveneau), 211 p.
- Dossier « L’anatomie du dégoût », Ethnologie française, vol.41, no 1, janvier 2011, (avec E. Taieb et G. Raveneau) - en ligne
- D. Guillo, O. Martin, D. Memmi (éds.), La tentation du corps. Corporéité et sciences sociales, Paris, Éditions de l’EHESS, 2009, 273 p.
- Jules Romains ou la Passion de parvenir, Paris, La Dispute, 1998, 92 p.

#### Chapitres et articles
- « Pierre Bourdieu : le corps dénaturalisé », in D. Memmi, D. Guillo, O. Martin (eds.), La tentation du corps. Corporéité et sciences sociales, Paris, Éditions de l’EHESS, 2009.
- « Marcel Mauss : la redécouverte tardive en France des Techniques du corps » (avec O. Martin), in D. Memmi, D. Guillo, O. Martin (eds.), La tentation du corps. Corporéité et sciences sociales, Paris, Éditions de l’EHESS, 2009.
- « Le social fait corps. Le sort réservé au biologique dans l’œuvre de Pierre Bourdieu », in G. Mauger (dir.), Rencontres avec Pierre Bourdieu, Paris, Éditions du Croquant, 2005, p. 575-590.
- « La 'dignité' : une protestation somatisée contre le libéralisme ? », in Ch. Girard et S. Hennette-Vauchez, Voyage au bout de la dignité. Recherche sur un processus de juridicisation, Paris, PUF, 2005.
- « La dimension corporelle de la vie sociale et politique », Sociétés Contemporaines, 31, « Le corps protestataire », juillet 1998.

### Biopolitique contemporaine et «gouvernement par la parole»: l’administration de la naissance et de la mort

#### Ouvrages, directions d’ouvrages et de revues
- La revanche de la chair. Essai sur les nouveaux supports de l’identité, Paris : Seuil, « La couleur des idées », 2014 - 288 p.
- La seconde vie des bébés morts, Paris : Éditions de l’EHESS, coll. Cas de figure, 2011 - 208 p.
- Le Gouvernement des corps, Paris : Éditions de l’EHESS, - 276 p (avec Didier Fassin).
- Faire vivre et laisser mourir : le gouvernement contemporain de la naissance et de la mort, Paris : La Découverte, 2003 - 309 p.
- Les Gardiens du corps. Dix ans de magistère bio-éthique, Paris : Éditions de l’EHESS, 1996 - 251 p.
- « L’État et la mort », Sociétés contemporaines, no 75, octobre 2009 (avec Emmanuel Taieb).

#### Chapitres et articles
- « Civilizing life itself : Elias vs Foucault », in F. Depelteau & T.Savoia Landini, Norbert Elias and empirical research, Basingstoke, Palgrave- McMillan, 2013.
- « L’auto-évaluation : une parenthèse ? Les hésitations de la biopolitique », Cahiers internationaux de sociologie, no 128-129, janvier - décembre 2010 - p. 301-316 - résumé
- « Gouverner par la parole : le CCNE et la fabrication contemporaine du consensus », in D. Sicard (éd.), Travaux du Comité consultatif national d’Éthique, Paris, PUF, 2003, p. 973 sq.
- « Governing through speech. À New State Administration of the Body ? », Social Research, 70-2, 2003.
- « Faire consentir : la parole comme mode de gouvernement », in J. Lagroye (ed.), La Politisation, Paris, Belin, 2003.
- « Vers une confession laïque. La nouvelle administration étatique des corps », Revue française de science politique, 1, février 2000.
- « Sonder les âmes ou radiographier les corps ? », in M. Iacub, P. Jouannet (éds.), Juger la vie. Les choix médicaux en matière de procréation, Paris, La Découverte, 2001, p. 150-180.
- « Administrer une matière sensible : conduites raisonnables et pédagogie par corps autour de la naissance et de la mort », in D. Fassin, D.Memmi (éds.), Le gouvernement des corps, Paris, Éditions de l’EHESS, 2004, p. 135-154.
- « La compétence morale », Politix, 17, 1992, p. 104-124.
- « Savants et maîtres à penser : la fabrication d'une morale de la procréation artificielle », Actes de la recherche en sciences sociales, 76-77, mars 1989, p. 82-103.

### Domination «rapprochée» et sciences sociales

#### Chapitres et articles
- « Mai 68 ou la crise de la domination rapprochée », in D. Damamme, B. Gobille, F. Matonti, B. Pudal (dir.), Mai-juin 68, Paris : Les Éditions de l’Atelier, 2008.
- « Sortir de la domination rapprochée ? », entretien réalisé par Stany Grelet & Fabien Jobard, Vacarme, no 43, printemps 2008

### «Naturalisation» et «biologisation» des questions sociales?

#### Chapitres et articles
- Vers un "physicalisme ordinaire" : entre naturalisation et physicalisation des questions sociales aujourd’hui ?, article à paraître.
- « Une discrète naturalisation de la maternité : le for intérieur féminin face aux aléas de la reproduction », Sociologie, no 4/2016, décembre 2016, pp. 413–438.
- « De la dénégation au déni ? La mise en silence du social dans les campagnes de prévention », in Collectif, Le diabète, une épidémie silencieuse, Lormont, Le Bord de l’Eau, 2013.

### La production cinématographique comme horizon du pensable. Comment le cinéma «pense» la domination sociale

#### Généralités
- « Corps à corps et domination rapprochée : ou comment le cinéma réfléchit le monde social », Culture et musées, no 7, 2006, pp. 81-95.
- « S’en sortir ou pas : contes cinématographiques et impatience sociale, in Carole Aurouet (dir.), Contes et Légendes à l’écran, Cinémaction, no 116, Paris, Corlet Editions, 2005, pp. 42-50.

#### Domination de classes
- « Une situation sans issue ? Maîtres et domestiques dans le cinéma anglais et français », Cahiers du genre, no 35, 2003, pp. 209-236.
- « La recomposition du masculin dans les classes populaires : une issue à la domination sociale ? A propos de Billy Eliot, de Full Mounty et de quelques autres dans le cinéma réaliste anglais depuis 40 ans », Le Mouvement social, no 198, janvier- mars 2002, pp. 151-154.
- « L’introuvable peuple dans le cinéma français », CinémAction no 110, 2004, pp. 46-51.
- « Alien ou les dents de l’Autre », Vertigo, no 16, 1997, pp. 183-188.
- « Journal intime de Nanni Moretti ou le miroir aux intellectuels », Politix, no 30, vol.8, 1995, pp. 178-182.
- « Reprise de Hervé le Roux ou : ce monde que nous avons perdu », Politique La Revue, no 7, janv – févr - mars 1998, pp. 83-86.

#### Domination de sexes
- « Entre domination physique et domination symbolique : La Leçon de piano» in CURAPP, La gouvernabilité, Paris, Puf, 1996, pp. 45-62.
- « Naturaliser la domination masculine ou comment ne pas en sortir », Cahiers du genre, no 29, 2000, pp. 128-135.
- « Nommer le sexuel à l’écran depuis le milieu des années 1970 » (avec Nathalie Nikolic), in Andrea Grunert (dir.), Le corps filmé, Paris, Corlet Editions, 2006.
- « La leçon de piano », Politique La Revue, no 1, juillet – août – septembre 1997, pp. 95-97.